# Championnat du Venezuela de football 1956
Navigation
Édition précédente Édition suivante
La 36e édition du championnat du Venezuela de football est remportée par Banco Obrero. C’est le premier titre de champion du club. Banco Obrero l’emporte avec un point d’avance sur La Salle FC et huit points sur Deportivo Vasco. 

## Les clubs de l'édition 1953
| Club              | Stade | Capacité | Ville |
| ----------------- | ----- | -------- | ----- |
| La Salle FC       | -     | -        |       |
| Deportivo Español | -     | -        |       |
| Dos Caminos SC    | -     | -        |       |
| Deportivo Vasco   | -     | -        |       |
| Banco Obrero      | -     | -        |       |

## Compétition

### Classement
| Rang | Équipe            | Pts | J  | G | N | P | Bp | Bc | Diff |
| ---- | ----------------- | --- | -- | - | - | - | -- | -- | ---- |
| 1    | Banco Obrero      | 12  | 19 | 8 | 3 | 1 | 23 | 8  | +15  |
| 2    | La Salle SC       | 12  | 18 | 8 | 2 | 2 | 31 | 8  | +23  |
| 3    | Deportivo Vasco   | 12  | 11 | 5 | 1 | 6 | 12 | 15 | -3   |
| 4    | Dos Caminos SC    | 12  | 7  | 3 | 1 | 8 | 11 | 24 | -13  |
| 5    | Deportivo Español | 12  | 5  | 2 | 1 | 9 | 10 | 32 | -22  |

| Légende : Qualifications et relégations | Légende : Qualifications et relégations |
| --------------------------------------- | --------------------------------------- |
|                                         | Champion du Venezuela                   |
|                                         | (T) : Tenant du titre (P) : Promu       |

## Bilan de la saison
| Championnat du Venezuela de football 1956                             |                          |
| Champion                                                              | Banco Obrero (1er titre) |
| Promotions et relégations                                             |                          |
| Promus en Primera División                                            | Banco Obrero             |
| Relégués en Championnat du Venezuela de football de deuxième division |                          |